# Valutaspekulation
Valutaspekulation er som regel valutaspekulanters forsøg på at udnytte centralbankers vilje til at forsvare en fastkurspolitik gennem støtteopkøb og -salg. Selvom valutareserver kan udgøre adskillige milliarder dollar eller lignende, er det ikke umuligt for spekulanter at låne nok til at kunne destabilisere denne politik. Det skete f.eks. for Storbritannien den "sorte mandag" 16. september 1992, hvor særligt George Soros havde held til at gennemtvinge en britisk tilbagetrækning fra ERM (ikke ERM2). 

De fleste OECD-lande eller valutaområder har i dag flydende valutaer, ofte i form af en inflationsmålsætning som f.eks. Sverige, Norge og Storbritannien, og dermed vil spekulation ikke have nogen effekt. Også euroen er en flydende valuta. Derimod er Danmarks fastkurspolitik i ERM2 mere sårbar overfor spekulation. Isoleret set er muligheden for valutaspekulation en ulempe ved fastkurspolitikken og derfor et argument for at Danmark enten skal gå med i euroen eller gå over til en inflationsmålsætning. Indtil videre har Nationalbanken haft held til at beskytte kronen fra angreb, så argumentet er foreløbig mere teoretisk end reelt.